# Exposición Especializada de Astaná (2017)
La Exposición Especializada de Astaná de 2017 fue una Exposición internacional reconocida regulada por el Bureau International des Expositions, realizada en la ciudad kazaja de Astaná entre el 10 de junio y el 10 de septiembre de 2017. El tema de la exposición es "Energía del futuro", y tiene como objetivo crear un debate global entre países, organizaciones no gubernamentales, empresas y el público en general sobre la cuestión crucial: "¿cómo garantizar un acceso seguro y sostenible a la energía para todos? "

## Tema
El tema elegido para la Expo 2017 es "Energía del futuro". El tema tiene como objetivo concentrarse en el futuro de la energía y en soluciones energéticas innovadoras y prácticas, así como sus impactos. El subtítulo de la Expo 2017 es "Soluciones para enfrentar el mayor desafío de la humanidad". Por lo tanto, la Expo muestra futuras soluciones energéticas que aborden los retos sociales, económicos y ambientales.

## Elección de la sede
El 1° de julio de 2010, durante la 147ª reunión de la Asamblea General de los países miembros del BIE, celebrada en su sede en la ciudad francesa de París, Kazajistán anunció su intención de participar en el proceso de candidatura para acoger la Exposición Internacional Especializada en Astaná en 2017, dando 6 meses a ciudades con otras candidaturas para responder. Solo una ciudad añadió su candidatura en este periodo: la ciudad belga de Lieja, con el tema "Conectar el mundo, vincular a la gente, vivir mejor juntos". La candidatura ganadora fue seleccionada por los delegados de los Estados miembros del BIE el 22 de noviembre de 2012 en París

## Preparación
Esta es la primera vez que una gran exposición internacional de este tipo llega a un país de la antigua Unión Soviética. Se espera que participen más de 100 países y 10 organizaciones internacionales. Se espera que entre 2 y 3 millones de personas visiten los pabellones internacionales durante la exposición.
25 hectáreas están previstas para los pabellones de la Expo 2017. El sitio tiene un cómodo acceso al centro de la ciudad de Astaná, el aeropuerto internacional y la estación de tren. El sitio de la Expo también está vinculado con una red de carreteras entre ciudades de Kazajistán para garantizar un acceso rápido desde todo el país. La construcción de los pabellones comenzó en abril de 2014 con 20 empresas de Kazajistán y 49 empresas de otras naciones.

## Participación

### Países
El número de países que confirmaron su participación en la Expo 2017 para septiembre de 2016 llegó a 101, cifra superior a la prevista.
Los países participantes en la Expo son los siguientes:  Afganistán,  Alemania,  Angola, Argentina,  Bangladés,  Barbados,  Belice,  Benín,  Bielorrusia,  Bolivia,  Burkina Faso,  Chile,  China,  Comoras,  República del Congo,  Corea del Sur,  Costa Rica,  Cuba,  Yibuti,  Dominica,  Ecuador,  Egipto,  Emiratos Árabes Unidos,  Eslovaquia,  España,  Estados Unidos,  Etiopía,  Fiyi,  Finlandia,  Francia,  Gabón,  Gambia,  Georgia,  Ghana,  Granada,  Grecia,  Guatemala,  Guinea,  Guyana,  Haití,  Honduras,  Hungría,  India,  Irán,  Islas Marshall,  Islas Salomón,  Israel,  Italia,  Jamaica,  Japón,  Jordania,  Kazajistán,  Kenia,  Kirguistán,  Kiribati,  Lesoto,  Letonia,  Liberia,  Lituania,  Luxemburgo,  Madagascar,  Malasia,  México,  Mónaco,  Nauru,  Países Bajos,  Pakistán,  Palaos,  Papúa Nueva Guinea,  Paraguay,  Polonia,  Reino Unido,  República Centroafricana,  República Checa,  República Democrática del Congo,  República Dominicana,  Rumania,  Rusia,  Samoa,  San Cristóbal y Nieves,  San Vicente y las Granadinas,  Santa Lucía,  Senegal,  Serbia,  Seychelles,  Sierra Leona,  Singapur,  Sri Lanka,  Sudáfrica,  Suiza,  Surinam,  Tailandia,  Tayikistán,  Tonga,  Turkmenistán,  Turquía,  Tuvalu,  Ucrania,  Uganda,  Uzbekistán,  Vanuatu,  Venezuela,  Vietnam y  Yemen, además de la Santa Sede.
El pabellón de México se encontraba en el pabellón conjunto de América Latina.
El Secretario de Energía de Estados Unidos Ernest Moniz y el Subsecretario de Estado para Asuntos de Asia Meridional y Central Nisha Biswal anunciaron en noviembre de 2016 en la Embajada de Kazajistán en Washington que APCO Worldwide, una consultora mundial de comunicaciones, fue seleccionada como el organizador del pabellón de Estados Unidos en la Expo 2017. El Pabellón de los Estados Unidos en Astaná es organizado y operado por una empresa privada estadounidense. Sin embargo, tradicionalmente era manejado únicamente por el Departamento de Estado de los Estados Unidos.

### Participación empresarial
Expo 2017 atrajo 125 millones de euros en patrocinios de grandes empresas internacionales. Los patrocinadores de Expo 2017 incluyen Samsung, Shell, Chevron y otras compañías. Los patrocinadores kazajos incluyen NCOC, Air Astana, JSC Kazkommertsbank, JSC Samruk Energy y JSC Kazpochta.

### Organizaciones internacionales
Astana Expo 2017 y la Organización Mundial del Turismo firmaron un memorando de cooperación. El memorándum prevé la organización de una conferencia conjunta sobre "El turismo y la energía del futuro" a finales de junio durante la exposición.
Entre las organizaciones internacionales que confirmaron su participación en la Expo 2017 está la Agencia Internacional de Energías Renovables (IRENA por sus siglas en inglés), una organización intergubernamental con sede en Abu Dhabi. También participan, entre otras organizaciones, la Organización Islámica para la Educación, la Ciencia y la Cultura (ISESCO), la OPEP, la OCDE, el Consejo Túrquico, el Banco Mundial y la Organización de Cooperación de Shanghái, así como varias agencias de las Naciones Unidas como la Agencia Internacional de Energía Atómica (IAEA), el PNUD, la UNEP, la UNESCO, la UNICEF y la Oficina del Alto Comisionado de las Naciones Unidas para los Refugiados (ACNUR).